# Arancia biondo di Scillato
L'Arancia biondo di Scillato è il frutto di un albero appartenente al genere Citrus (famiglia Rutaceae), è una coltivazione tipica siciliana. I frutti di tale coltivazione rientrano nell'elenco dei prodotti agroalimentari tradizionali (PAT) stilato dal ministero delle politiche agricole e forestali (Mipaaf).

## Caratteristiche
L'arancia Biondo di Scillato è una varietà antica che matura da marzo a maggio, non ombelicata dalla forma sferica o leggermente piriforme. Caratterizzata da una pezzatura media (diametro minimo 50 millimetri), con una buccia giallo-dorato intenso, sottile e resistente ed a grana fine, ricca in oli essenziali e molto profumata. 
La polpa è di colore arancio e si distingue per il suo sapore gradevole e dissetante; la resa in succo è molto elevata.

## Cucina
Il biondo di Scillato è un'arancia molto usata nella cucina siciliana soprattutto nella tradizione pasticcera, invece per le spremute si preferisce l'arancio di tipo standard.
In cucina si usa per condire le sarde a beccafico, le carni in genere e la cacciagione. Si usa molto per l'insalata di arance. In pasticceria è utilizzata per la preparazione della cassata siciliana, ridotta in scorze è usata per decorare ed insaporire i cannoli. Con la scorza grattugiata si preparano anche gelati e liquori come il rosolio.
All'arancia biondo di Scillato è dedicata ogni anno una sagra che si tiene nel mese di aprile.